# Arno Müller (Sozialwissenschaftler)
Arno Müller (* 14. Dezember 1899 in Breslau; † 12. Juni 1984 in Magdeburg) war ein deutscher Hochschullehrer für dialektischen und historischen Materialismus. Von 1950 bis 1952 war er SED-Abgeordneter des Brandenburger Landtages.

## Leben
Arno Müller, Sohn eines Kaufmanns und Fabrikanten, legte das Abitur ab und leistete während des Ersten Weltkriegs von 1917 bis 1918 Kriegsdienst. Anschließend begann er ein Studium der Staats- und Wirtschaftswissenschaften an der Universität Breslau, das er 1924 als Diplom-Volkswirt beendete. Ab 1932 studierte er dort Mathematik und Philosophie und promovierte im Jahr 1936 mit einer Arbeit zur Integralgeometrie.
Mit Kriegsbeginn 1939 wurde Müller als Schreiber zum Landesschützenbataillon 557 der Wehrmacht eingezogen und kam nach Frankreich. Hier knüpfte er Beziehungen zur französischen Widerstandsbewegung an und desertierte im August 1944. Im Kriegsgefangenenlager Béziers in Südfrankreich trat er dem Komitee „Freies Deutschland“ für den Westen (französisch Comité « Allemagne libre » pour l’Ouest, CALPO) bei, zu dessen Vizepräsidenten er im Februar 1945 gewählt wurde. Nach der Entlassung aus der Kriegsgefangenschaft ging er nach Saarbrücken und wurde Mitglied der KPD-Bezirksleitung Saargebiet. Im Juli 1946 wurde er mit Bruno Peterson, Roman Rubinstein und weiteren Kommunisten aus der französischen Besatzungszone ausgewiesen und übersiedelte nach Potsdam.
Müller wurde Mitglied der Sozialistischen Einheitspartei Deutschland (SED) und war zunächst für zwei Jahre als Referent und Oberreferent in der Verwaltung der Provinz bzw. des Landes Brandenburg unter Fritz Rücker tätig. Zu seinem Aufgabengebiet gehörte die Neugestaltung des Volkshochschulwesens. Als 1948 die Brandenburgische Landeshochschule (ab 1951: Pädagogische Hochschule Potsdam) gegründet wurde, wurde Müller mit der Funktion des Prorektors betraut. Er hielt die Eröffnungsrede der Hochschule am 20. Oktober 1948 im Theatersaal des Potsdamer Neuen Palais.
Mit dem Mandat der SED wurde er im Oktober 1950 in den Brandenburger Landtag gewählt, dem er bis zur Auflösung 1952 angehörte. Im April 1951 wurde er als Nachfolger von Arthur Baumgarten zum Rektor der Hochschule gewählt und blieb bis 1956 in dieser Funktion.
Zum Wintersemester 1957/58 wurde Müller als Professor für dialektischen und historischen Materialismus an die Technische Hochschule Magdeburg berufen. Zugleich war er dort Prorektor für Gesellschaftswissenschaften, Direktor des Instituts für Marxismus-Leninismus und erster Stellvertreter des Rektors.
Müller war ab 1960 Mitglied der SED-Bezirksleitung Magdeburg, später Magdeburger Stadtverordneter und Mitglied des Rates der Stadt Magdeburg. Er war bis ins hohe Alter Mitglied der Leitung des Bezirkskomitees Magdeburg der Antifaschistischen Widerstandskämpfer. Er war verheiratet und lebte zuletzt in der Uhlichstraße in Magdeburg. Er starb im Alter von 84 Jahren und wurde auf dem Westfriedhof Magdeburg beigesetzt.

## Familie
Er war mit der Kunsthistorikerin und Journalistin Marga Müller († 1959) verheiratet, die aus dem Baltikum stammte. Sie dolmetschte gelegentlich Gespräche, die Arno Müller mit dem Leiter der Abteilung Volksbildung bei der Sowjetischen Militäradministration des Landes Brandenburg, Major Professor P. S. Oreschkow, im Winter 1947/48 in Potsdam führte.

## Auszeichnungen
- Vaterländischer Verdienstorden in Bronze (1959) und in Silber (1975)
- Verdienstmedaille der DDR
- Ernst-Moritz-Arndt-Medaille (1963)
- Ernennung zum Ehrensenator an der Technischen Hochschule Magdeburg (1965)
- Verleihung der Ehrendoktorwürde durch die Pädagogische Hochschule Potsdam (1968)

## Schriften
- Integralgeometrie 16. Dichten linearer Mannigfaltigkeiten im euklidischen und nichteuklidischen Rn. Berlin 1936.
- Die Volkshochschule im Goethejahr. Halle/Saale 1949.

## Quelle
- Information Nr. 257/56 – Betrifft: Streikandrohung durch Professor Picht, Pädagogische Hochschule Potsdam, Institut für theoretische Physik, in: Henrik Bispinck (Bearb.): Die DDR im Blick der Stasi 1956. Die geheimen Berichte an die SED-Führung, Göttingen 2016, online abrufbar unter